# Конькобежный спорт на зимних Олимпийских играх 1960

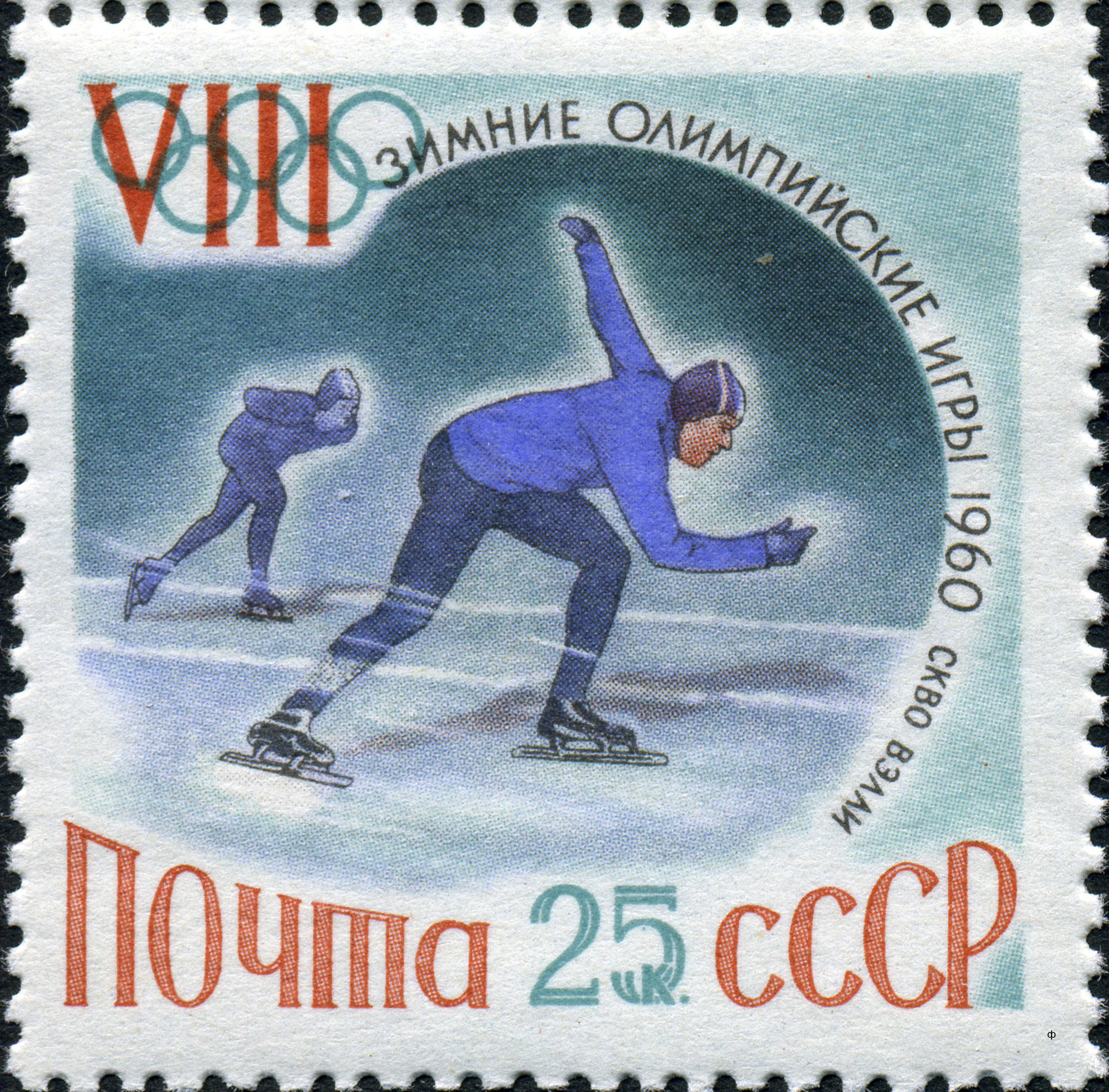
Почтовая марка СССР, посвящённая соревнованиям

Соревнования по конькобежному спорту на зимних Олимпийских играх 1960 прошли с 20 по 23 февраля у женщин, и с 24 по 27 февраля у мужчин. Были разыграны 8 комплектов наград, по 4 у мужчин и женщин. 
Забеги прошли на Олимпийском ледовом кольце Скво-Велли на высоте 1890 метров над уровнем моря. Впервые конькобежцы соревновались на Олимпиаде на искусственном льду.
Соревнования среди женщин в рамках Олимпийских играх прошли впервые.
Советские конькобежцы, второй раз принимавшие участие в зимних Олимпийских играх, уверенно победили в общекомандном зачёте, выиграв 6 золотых медалей из 8, и половину всех возможных медалей. Евгений Гришин и Лидия Скобликова завоевали по две золотые медали.
На дистанции 10000 метров у мужчин и 1500 метров у женщин были побиты рекорды мира. На дистанциях 500, 1000 и 3000 метров у женщин впервые были установлены олимпийские рекорды, на дистанции 500 метров у мужчин Евгений Гришин повторил свой же олимпийский и мировой рекорд 1956 года.

## Медалисты

### Мужчины
| Дистанция | Золото                                 | Серебро                  | Бронза               |
| --------- | -------------------------------------- | ------------------------ | -------------------- |
| 500 м     | Евгений Гришин СССР                    | Билл Дисней США          | Рафаэль Грач СССР    |
| 1500 м    | Роальд Ос Норвегия Евгений Гришин СССР | —                        | Борис Стенин СССР    |
| 5000 м    | Виктор Косичкин СССР                   | Кнут Йоханнесен Норвегия | Ян Песман Нидерланды |
| 10000 м   | Кнут Йоханнесен Норвегия               | Виктор Косичкин СССР     | Чель Бёкман Швеция   |

### Женщины
| Дистанция | Золото                                      | Серебро                                     | Бронза                 |
| --------- | ------------------------------------------- | ------------------------------------------- | ---------------------- |
| 500 м     | Хельга Хазе Объединённая германская команда | Наталья Донченко СССР                       | Джин Эшуорт США        |
| 1000 м    | Клара Гусева СССР                           | Хельга Хазе Объединённая германская команда | Тамара Рылова СССР     |
| 1500 м    | Лидия Скобликова СССР                       | Эльвира Серочиньская Польша                 | Хелена Пилейчик Польша |
| 3000 м    | Лидия Скобликова СССР                       | Валентина Стенина СССР                      | Эви Хуттунен Финляндия |

## Страны участники
В соревнованиях приняли участие 103 спортсмена (73 мужчины и 30 женщин) из 17 стран.
| - Австралия - Австрия - Великобритания - Дания - Канада - Италия | - Франция - Нидерланды - Норвегия - Объединённая германская команда - США - СССР | - Финляндия - Чехословакия - Швеция - Республика Корея - Япония |

## Общий медальный зачёт
| Место | Страна                          | Золото | Серебро | Бронза | Всего |
| ----- | ------------------------------- | ------ | ------- | ------ | ----- |
| 1     | СССР                            | 6      | 3       | 3      | 12    |
| 2     | Норвегия                        | 2      | 1       | 0      | 3     |
| 3     | Объединённая германская команда | 1      | 1       | 0      | 2     |
| 4     | Польша                          | 0      | 1       | 1      | 2     |
| 4     | США                             | 0      | 1       | 1      | 2     |
| 6     | Финляндия                       | 0      | 0       | 1      | 1     |
| 6     | Нидерланды                      | 0      | 0       | 1      | 1     |
| 6     | Швеция                          | 0      | 0       | 1      | 1     |
|       |                                 |        |         |        |       |
| Все   | Все                             | 8      | 8       | 8      | 24    |